# Delomerista diprionis
Delomerista diprionis är en stekelart som beskrevs av Joseph Augustine Cushman 1939. Delomerista diprionis ingår i släktet Delomerista och familjen brokparasitsteklar. Inga underarter finns listade i Catalogue of Life.